# 李通發
李通發（リ・トンファ、1953年 - 2008年12月23日）は、中華料理の料理人。中国料理店『樹樹』のオーナーである。
芦屋大学卒業。1986年、神戸・北野に中国料理店『樹樹』をオープン。1999年4月に西宮・苦楽園に店舗移転（現在は閉店）。また芦屋女子短期大学生活環境学科調理師コースで専門実習を行う他、毎日放送の情報番組『ちちんぷいぷい』の料理コーナー・キッチンぷいぷいにも出演していた。
2008年12月23日にくも膜下出血で急死したことが、翌24日放送の『ちちんぷいぷい』の冒頭で伝えられた。亡くなる前日である12月22日放送のキッチンぷいぷいが最後のテレビ出演となった。

## 出演
- ちちんぷいぷい（毎日放送、2000年10月～2008年12月22日）